# Li Jen-feng
Li Jen-feng (čínsky: pchin-jin Lǐ Yànfèng, znaky zjednodušené 李艳凤, tradiční 李艷鳳; * 15. května 1979, Chej-lung-ťiang) je čínská atletka, jejíž specializací je hod diskem.

## Kariéra
První výrazné mezinárodní úspěchy zaznamenala v roce 2001 na světové letní univerziádě na domácí půdě v Pekingu, kde vybojovala stříbrnou medaili. O dva roky později získala stříbro také na univerziádě v jihokorejském Tegu.
Třikrát reprezentovala na letních olympijských hrách, třikrát se probojovala do finále. V roce 2004 na olympiádě v Athénách měřil její nejdelší pokus 61,05 metru, což stačilo na konečné 9. místo. Na následujících olympijských hrách v Pekingu v roce 2008 poslala nejdále disk v první sérii (60,68 m) a skončila na 7. místě.
V roce 2011 získala na světovém šampionátu v Tegu zlatou medaili, když ve finále jako jediná poslala disk za 66 metrů a za výkon 66,52 m se stala mistryní světa. Stříbro vybojovala Němka Nadine Müllerová (65,97 m) a bronz Kubánka Yarelis Barriosová za 65,73 m.
Její osobní rekord z 5. června 2011 (Schönebeck) má hodnotu 67,98 m a v roce 2011 se jednalo o nejdelší hod sezóny.
Na Letních olympijských hrách 2012 v Londýně vybojovala výkonem dlouhým 67,22 m původně bronzovou medaili. Kvůli dopingu však byla diskvalifikována z druhého místa Ruska Darja Piščalnikovová, a Li Jen-feng tedy dodatečně získala medaili stříbrnou. Bronzovou medaili převzala původně čtvrtá Yarelys Barriosová z Kuby, jejíž nejdelší pokus měřil 66,38 m.